# Olof Enderlein

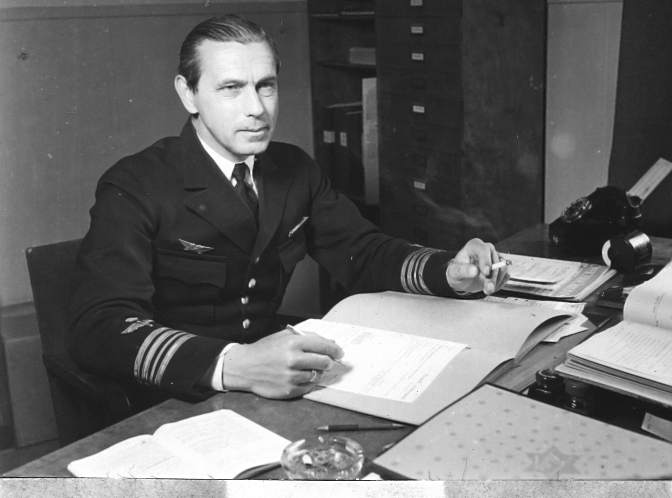
Olof Enderlein år 1950.

Olof Feodor Enderlein, född 8 juni 1899 i Stockholm, uppväxt i Bettna, död 30 mars 1967 i Malmö, var en svensk militär (major). 
Enderlein genomgick flygutbildning och avlade certifikatproven 1918. Han sökte in i flottan och utnämndes till fänrik i flottans reserv 1921. För att öka sina flygkunskaper genomgick han en flygutbildning i England 1922. Åter i Sverige återvände han till flottan för att 1928 flyttas över till Flygvapnet.
Han var verksam som svensk kontrollofficer i Tyskland och England 1937–1939. Han var chef för Flygvapnets försökscentral 1940–1945. Enderlein är gravsatt i minneslunden på Limhamns kyrkogård.